# Ladies' Recreation Club
Ladies' Recreation Club (LRC), är en kvinnoorganisation i Indien, grundad 1911.
Klubben bildades av hustrun till ingenjören till Madras Corporation, "Mrs Seethamma Tiruvenkatachariar" (dotter till Sir V Bhashyam Iyengar och gift med advokaten CR Tiruvenkatachariar) Och "Mrs Subramaniam" i Madras i augusti 1911 med syftet:
“promoting social and friendly intercourse between European and Indian ladies and between Indian ladies of all classes and creeds; also to provide healthy recreation suitable to the members of the club”.
Föreningen var en damklubb eller sällskapsklubb. Den organiserade rekreationsaktiviteter för kvinnor. Den hade både brittiska och indiska medlemmar, och posterna visade en försiktig balans med medlemmar av olika etnicitet på ett jämnt antal poster. 
Detta var en tid när indiska kvinnor ur medel- och överklassen precis hade börjat lämna purdah, det vill säga könssegregationen i harem och zenana och delta i ett modernt samhällsliv. Den spelade också en roll i processen att lösa upp segregationen mellan britter och indier. Den brittiska kolonialmyndigheten i Brittiska Indien hade vid denna tid inlett en policy att integrera åtminstone indiska medel- och överklasspersoner med britter i sällskapsliga sammanhang. Det var en process som aldrig riktigt blev helt genomförd, men under de sista årtiondena av det brittiska väldet blev det dock vanligt att skapa sällskapsklubbar med både brittiska och indiska medlemmar, som sammanförde britter och indier, och släppa in enskilda indier i brittiska klubbar. Samma process pågick i herrklubbarna vid samma tid, och Ladies' Recreation Club var den första exemplet på en kvinnobklubb av detta slag. LRC var den första klubben för kvinnor: de övriga var reserverade för män. 
Den följdes av flera andra fram till det brittiska väldets slut 1947. 
Klubben är fortsatt verksam (2023). Det är en av Indiens äldsta kvinnoföreningar. 